# The Watchmaker
The Watchmaker är en kommande svensk kriminal-thrillerfilm. Filmen är regisserad av Jonas Lawes, med manus skrivet av Sebastian Secker Walker.

## Rollista (i urval)
- Olle Sarri
- Hanna Alström
- Annica Liljeblad
- Jarmo Mäkinen
- Otto Fahlgren

## Produktion
Filmen är producerad av David Berglund för Blue Snow, i samproduktion med Film i Västerbotten. Den började spelas in i mars 2025 i Skellefteå.